# Home Sweet Home Alone - Mamma, ho perso l'aereo
Home Sweet Home Alone - Mamma, ho perso l'aereo (Home Sweet Home Alone) è un film del 2021 diretto da Dan Mazer, sesto capitolo della saga di Home Alone iniziata con Mamma, ho perso l'aereo.

## Trama
Jeff e Pam McKenzie stanno cercando di vendere la loro casa, ma non l'hanno detto ai loro figli, Abby e Chris. Jeff ha perso il lavoro e lo stipendio di Pam non è abbastanza per mantenere i costi della loro casa. A peggiorare le cose, l'odioso e fortunato Hunter, fratello di Jeff, sua moglie Mei e il figlio Ollie, hanno deciso di stare con loro per Natale. Durante un tentativo di vendita della casa, Max Mercer e sua madre Carol fingono di essere interessati per potere usare il bagno. Max inizia a parlare con Jeff, che gli mostra una scatola di vecchie bambole, tra cui una malformata con la testa capovolta. Carol spiega che le bambole con deformità insolite hanno un gran valore data la loro rarità. Mentre Max e Carol tornano a casa, la famiglia Mercer si prepara a partire per Tokyo, in Giappone, per le vacanze. Carol parte prima del resto della famiglia a causa di un errore nella prenotazione dei voli. Max, infastidito dal trambusto, decide di nascondersi nell'auto parcheggiata in garage e si addormenta.
Preoccupato per la perdita della loro casa, Jeff va a recuperare la bambola per poterla vendere, ma scopre che è scomparsa. Credendo che Max l'abbia rubata, riesce a localizzare la famiglia Mercer il giorno successivo, ma vede l'intera famiglia che se ne va frettolosamente. Durante il trambusto, sente qual è il codice di sicurezza e vede dove è nascosta la chiave di casa. Jeff racconta a Pam l’accaduto, così decidono di andare a rubare la bambola di notte. Nel frattempo, Max scopre che la sua famiglia se n'è andata e ne approfitta per divertirsi, anche se si annoia rapidamente e desidera ardentemente di rivederli. Nel frattempo, Jeff e Pam arrivano alla casa dei Mercer ed entrano. Max li sente discutere sul loro piano di prendere un "bambino brutto" e presume che lo vogliano rapire per venderlo a una vecchia signora. Tenta allora di spaventarli chiamando la polizia. L'agente Buzz McCallister (fratello di Kevin McCallister, il protagonista del film originale) arriva, ma Pam riesce a distrarlo.
Carol scopre che Max è stato lasciato a casa da solo e compra un biglietto per tornare indietro.  I McKenzie si dirigono in chiesa il giorno successivo dove incontrano il loro agente immobiliare Gavin Washington che dice loro di avere un acquirente, facendo pressione su di loro. Max arriva e inconsapevolmente conversa con il figlio di Jeff e Pam, Chris, che gli dà con simpatia la sua pistola giocattolo. In seguito Jeff e Pam vedono Max che parla con un’anziana e presumono che sia sua nonna. Decidono di entrare di nuovo in casa mentre il resto della famiglia è ancora in chiesa. Si intrufolano nel retro della casa, ma finiscono invece nel cortile del vicino. Max li sente ancora una volta complottare, così decide di preparare delle trappole in casa sua mentre Jeff e Pam aspettano che la loro famiglia si addormenti la vigilia di Natale.
Jeff e Pam rimangono vittime delle trappole di Max, e scoprono che Max non ha rubato la bambola, ma una lattina di soda. Chiariscono l'equivoco, ma scoprono che Max è a casa da solo, per cui scelgono di accoglierlo in casa loro fino al ritorno di sua madre. Mentre spiegano l'intera situazione alla loro famiglia, si scopre che Ollie ha rubato la bambola, assicurando così che i McKenzie abbiano i soldi per la casa. Carol arriva per prendere Max e trova degli amici nei McKenzie ringraziandoli per essersi presi cura di Max. Un anno dopo, i Mercer e i McKenzie organizzano la cena di Natale insieme a Jeff che ha ottenuto un nuovo lavoro e dà volentieri a Max la soda che desiderava ardentemente l'anno prima.

## Produzione
Il 6 agosto 2019, il presidente esecutivo della Disney Bob Iger ha annunciato che era in fase di sviluppo un nuovo film della serie Home Alone, intitolato proprio Home Alone. Ad ottobre, Dan Mazer entrò in trattative per dirigere il film, con una sceneggiatura co-scritta da Mikey Day e Streeter Seidell. Hutch Parker e Dan Wilson sono stati i produttori.
Nell'aprile 2020, è stato annunciato che Macaulay Culkin, che ha interpretato Kevin McCallister nei primi due film, avrebbe ripreso il suo ruolo in un cameo; nell'ottobre 2021, Culkin ha negato il suo coinvolgimento nel film. Nell'agosto 2021, è stato annunciato che sarebbe apparso Devin Ratray, che interpretava Buzz McCallister nei primi due film.

## Distribuzione
Il film è stato pubblicato su Disney+ il 12 novembre 2021.

## Accoglienza

### Critica
Il film è stato stroncato dalla critica e dal pubblico, venendo definito come una copia spudorata e squallida del capolavoro di Columbus oltre che una pellicola con trama e personaggi deboli. Su Rotten Tomatoes il film ha una percentuale di gradimento del 15% sulla base di 71 recensioni, mentre su IMDB il film ha come voto 3,6/10 su 15.649 recensioni.